# دير رينغ ديس نيبلنغين
خاتم النيبلنغين (بالألمانية: der Ring des Nibelungen) هي سلسلة من أربع أوبراوات للملحن الألماني ريتشارد فاغنر. مستوحاة من الميتولوجيا الجرمانية والميثولوجيا الإسكندنافية تحديدًا أنشودة النيبلنغين وهي قصيدة من القرون الوسطى.
ثمرة ثلاثون سنة من الجهود رقت خلالها إلى مقام أمثولة في فلسفة المجتمع والسياسة والاقتصاد وعلم النفس والسلطة. تتألف السلسلة من مقدمة تليها ثلاث عروض.